# アルジャントゥイユのエロイーズ

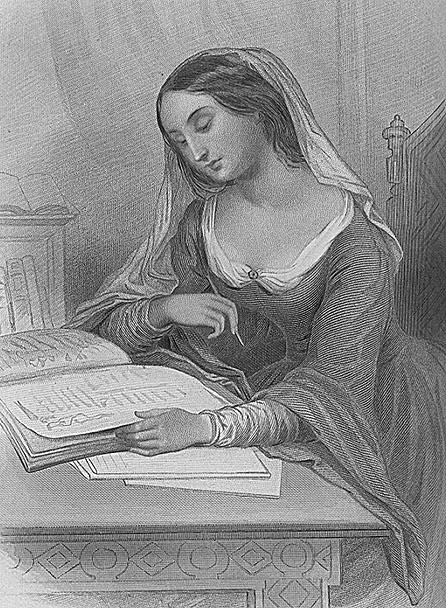
19世紀中頃のエロイーズとされる版画

エロイーズ（Héloïse、[ˈɛloʊ.iːz]または[ˈhɛloʊ.iːz]; フランス語: [elɔˈiz]、1090年または1100年 – 1164年5月16日）は、フランス人修道女（女子修道院長）、作家、学者。ピエール・アベラールとの恋愛関係や手紙のやり取りで知られる。

## 経歴
エロイーズ（綴りはHelöise, Héloyse, Hélose, Heloisa, Helouisa, Eloise, Aloysiaなど、他にもある）はラテン語やギリシャ語、ヘブライ語の優秀な学者であり、知的であることや優れた洞察力をもつことで有名だった。アベラールは、エロイーズが”nominatissima”、すなわち読み書きに関する天与の才で「大変有名」であったと書き残している。エロイーズが手紙の中で、自分がアベラールよりも社会的地位が低いと触れた以外に彼女の肉親についてはあまりよく知られていない。エロイーズはおそらくギャルラン家の者であっただろう。ガルランド家は金持ちで、確固たる地位をもつ者が何人かいた。アベラールは哲学者になるために爵位を放棄していたが、もともと貴族階級の出であった。エロイーズは、叔父の被保護者であったことが知られている。その叔父は、パリの司教座聖堂参事会員であり、名前はフュルベールといった。エロイーズは、その生涯のうちのどこかの時点で、学識ゆえに西ヨーロッパ中で評判になった。彼女がピエール・アベラールの生徒になる頃までには、彼女はすでに有名な学者になっていた。ピエール・アベラールはパリで最も評判の良い教師であり、哲学者の一人であった。医学やその当時、高等教育で教えられていた他の伝統的な科目をアベラールから教わったことで、エロイーズはパラクレ（別名パラクレートス）大修道院長としての役割の中で医者としても並外れた名声を手に入れた。

## 歴史上の事件

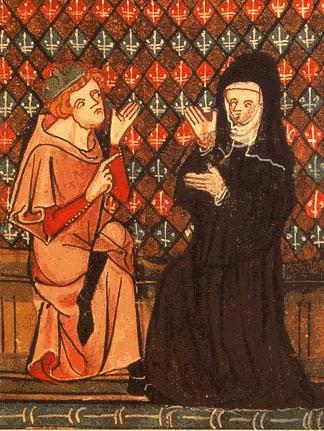
Roman de la Rose(14世紀)の写本中のアベラルドゥスとエロイーズ

1132年頃に書かれた自伝的作品であるHistoria Calamitatumの中で、アベラールはエロイーズを誘惑した話をしている。アベラールは、1115年にフュルベールと同じパリの司教座聖堂参事会員となった時に、エロイーズと出会った。この時、エロイーズが何歳であったかは不明である。エロイーズは”adolescentula”すなわち「少女」として描かれているので、1100またはその翌年に生まれ、その頃だいたい17歳であったと推測されることがしばしばある。しかし後に、現在のところ何の根拠もないことから、17歳という年齢は17世紀の創作であり、当時エロイーズはおそらく27歳であったとコンスタント・ミューズやデヴィット・コンスタントが示唆している。これに関する主な証拠の一つとして、ピエールがエロイーズに「尊者ピエールが青年でエロイーズが少女であった頃のことを覚えている」という内容の手紙を書いている。ピエールが1092年生まれであることを考えると、アベラールと出会った時、エロイーズは27歳くらいであっただろうと言えるだろう。ミューズやコンスタントは、これにより、エロイーズが少なくともピエールと同い年（もしかすると年上）だったかもしれないと主張している。またアベラールは、「エロイーズが研究によってフランスで最も有名な女性であったから誘惑した」という内容のことを述べていて、この点でも、エロイーズが17歳の時点でそのような名声を得ることは難しいと考えられる。エロイーズは、ギリシャ語やヘブライ語の研究で成し遂げた業績の大きさや恋愛関係に対する成熟した反応から、17歳よりは年上の人であるということが示唆されていると言える。
アベラールは、フュルベールを説得してその家に移住させてもらうために、「自分が研究をしている間、今の住居に住み続ける余裕がない」と話し、居候をさせてもらうお返しにエロイーズの家庭教師をすることを申し出たという。アベラールはその後、エロイーズが妊娠するまで不義の関係を続けたという。アベラールは、エロイーズをフュルベールの元から引き離し、ブルターニュに住む自身の妹のところへ送った。そこでエロイーズは男の子を産み、その子にアストロラーベ（船乗りが航海で使う天文観測器の意）と名付けた。
後半生のアストロラーベがどうなったのかについてはほとんど分からない。エロイーズが、その後アベラールに宛てた手紙の中でアストロラーベについて言及することは一度もない。また、アベラールがHistoria Calamitatum以外でアストロラーベについて言及したのは、アストロラーベに宛てた助言の詩の中でだけである。その詩は1135年に書かれたと考えられている。アストロラーベの命日は、精霊の死亡者名簿の中に10月29日または30日と記されているが、年は書かれていない。アストロラーベはそれよりもっと後の手紙の中でたった一度だけ言及されている。尊者ピエールがエロイーズに宛てた手紙であり、その内容は「あなたのアストロラーベのために、私は大教会の一つから聖職禄を得られるよう喜んで最善を尽くしましょう。あなたのアストロラーベは、あなたのおかげで私たちの息子でもあるのですし。」というものである。
アベラールはフュルベールと和解するために、エロイーズと結婚することに同意した。アベラールの経歴を傷つけないため、結婚したことは秘密にし続けるという条件の下であった。エロイーズは初め秘密にしておくことを嫌がったが、最終的にアベラールに説得されたのだ。エロイーズはブルターニュから戻り、パリでアベラールと密かに結婚した。しかしフュルベールは、アベラールに社会的制裁を加えるべく、2人の結婚のニュースを広め始めた。エロイーズはニュースを否定しようと努力したが、拡散は進み、ついにアルベールはエロイーズの安全のため、彼女が育ったアルジャントゥイユの女子修道院に彼女の身を置くことにした。しかしフュルベールとその友人たちは、アベラールがエロイーズを修道女にさせることで、ただ彼女と縁を切っただけだと信じていた。そして、アベラールを罰するために、ある夜フュルベールの友人の集団がアベラールの部屋に押し入り、彼の睾丸を切除した。この事件の後、アベラールはそれを大変恥じたために、パリにあるサン＝ドニ大聖堂の修道士となった。一方エロイーズもアベラールに強く勧められ、アルジャントゥイユの女子修道院で不本意ながら尼僧になった。
エロイーズはそこで副院長になったが、彼女を含め修道女たちは1129年に女子修道院がサン＝ドニ大聖堂に併合された時に立ち退かされた。この時アベラールは、彼女がパラクレ礼拝所の修道院に入る手はずを整えていた。そこはシャンパーニュ地方のノジャン＝シュル＝セーヌの近くにある廃れた建物であった。アベラールはのちにバス＝ブルターニュのサン＝ジルダ＝ド＝リュイスの大修道院長に異動したが、その建物は1122年にアベラール自身によって建てられたものであった。エロイーズはそこで、新しい修道女たちのコミュニティの大修道院長になった。

## 手紙のやり取り
このとき、かつて恋人同士であった二人の間で文通が始まった。現存しているのは、7通の手紙である。 Historia Calamitatumがそれらの手紙よりも前にEpistola 1として存在しているので、それらの手紙はラテン語の巻でEpistolae 2から8と番号が付けられている。その手紙のうちの4通（Epistolae 2から5）は、「個人書簡」として知られており、個人的な内容の手紙のやり取りが含まれている。残りの3通（Epistolae 6から8）は「指示書」として知られている。エロイーズはパラクレの責任者として、あるいは彼女自身として個人的に返信していた。後に続く手紙の中で、エロイーズはアベラールが直面している問題に対して落胆の意を示した。しかし、アベラールはそのときまだエロイーズと結婚していたので、エロイーズはアベラールが攻撃を受けたのち何年にも渡って連絡をしてこなかったことについて、彼に説教した。こうして、熱心であり学識のある手紙のやり取りが始まった。エロイーズはアベラールに哲学の研究をすることを奨励し、アベラールはエロイーズに全幅の信頼を寄せた。しかし、エロイーズにはもともと失望に向いた気持ちがあった。彼女はアベラールに、アベラールと結婚したくない、束縛よりも自由を好むので妻になるよりも娼婦になることを選ぶと思い出させている。アベラールは、それまで一度もエロイーズを心から愛したことはなかったが、ただエロイーズに劣情しか抱いていなかったと断言した。また、自分たちの関係は神に対する冒涜であると断言した。そして、アベラールはエロイーズに、これまでに彼女を心から愛した唯一の人物であるイエス・キリストに注意を向け、その時から宗教的天職に完全に身を捧げるべきであると勧めた。この時から、手紙の趣旨は変化する。「指示書」の中に、エロイーズは5番目の手紙を書いている。その手紙の中でエロイーズは、アベラールがエロイーズに与えた苦痛に関してはもはや何も語らないと宣言している。6番目の手紙は、アベラールからの長い返事であった。その内容は、5番目の手紙の中でエロイーズが最初にした、修道女の起源に関する質問に対する答えであった。その長い手紙の最後に、7番目の手紙であるが、アベラールはパラクレ礼拝所の修道女のための規則を授ける。5番目の手紙の冒頭でエロイーズから再度要望されたからである。Problemata Heloissae（エロイーズの問題）はエロイーズからアベラールに宛てられた手紙である。その手紙の中には、聖書の難しい一節に関する42個の質問が含まれており、それらの質問の間にアベラールの答えが散りばめられている。おそらくこれは、エロイーズがパラクレ礼拝所の大修道院長であった頃に書かれたものであろう。

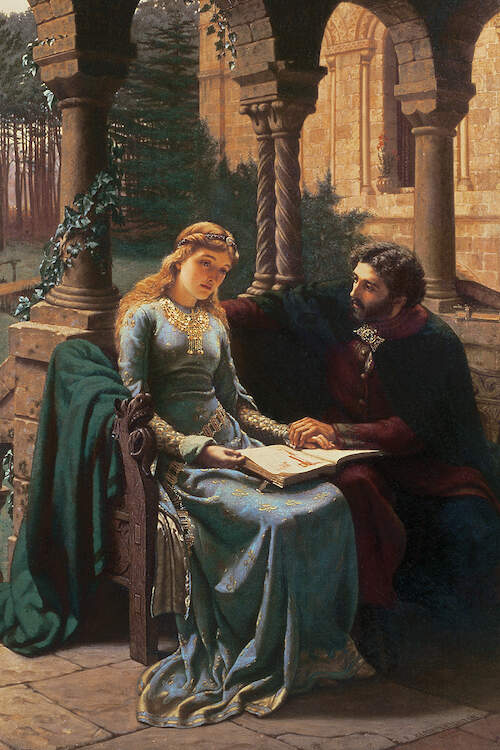
エロイーズとアベラール（エドモンド・レイトン画，1882年頃）

## 作品の帰属先
エロイーズに関連する著作物の実際の著者が誰かは、それらの著作物が出回ってからというもの、長きにわたり学術的に意見の相違があるテーマであった。
最も確立された資料であり、それに応じて最も長い間その信憑性が問われてきたのは、一連の手紙である。それは、アベラールのHistoria Calamitatumから始まり、4通の「個人書簡」と「指示書」を含んでいる。また、アベラールのHistoria Calamitatumは1通目の手紙として数えられ、4通の「個人書簡」は2通目から5通目の手紙として、「指示書」は6通目から8通目の手紙として番号がふられている。今日、多くの学者がこれらの作品をエロイーズとアベラール自身によって書かれたものであると認めているが、反対し続ける者もいる。ジョン・ベントンは、これらの文書に懐疑的である現代で最も有名な学者である。一方で、エティエンヌ・ジルソンとピーター・ドロンケは、それらの手紙が本物であるという主流の考えを支持する特に重要な学者である。自分たちで手紙の本文に関する問題に対する説明をするだけではなく、懐疑的な考え方の大部分は懐疑論者たちの先入観によってあおられたのであると主張することによって、彼らはその考えを支持したのだ。
より最近では、誰が書いたのか分からない一連の手紙、Epistolae Duorum Amantiumは実はエロイーズとアベラールによって最初のロマンスの頃に書かれたものではないかと議論されている。つまり、広く知られているのちの一連の手紙の前に書かれたということだ。この議論はEwad Könsgenの過去の研究をもとに、コンスタント・J・ミューズによってとても強く進められてきた。これらの手紙は、エロイーズによる現存する著作物の言語資料を拡充するのに大きな影響を与えた象徴である。そうして、より深く研究するための新たな方向がいくつか開かれた。しかしながら、この主張は全ての学者に受け入れられてはいない。なぜなら、作品の帰属先は「必ず絶対的な証拠よりも状況証拠に基づく」からである。
他のエロイーズが著者とされている著作に関しても、似たような学術的な議論がある。

## 日本語文献
- 『愛の往復書簡 アベラールとエロイーズ』、沓掛良彦・横山安由美訳、岩波文庫、2009。ISBN 9784003211922
- マリアデレーザ・フマガッリ＝ベオニオ=ブロッキエーリ『エロイーズとアベラール　ものではなく言葉を』

伊藤博明・白崎容子・石岡ひろみ訳、法政大学出版局 叢書・ウニベルシタス、2004。ISBN 4588006304